# Вергилий (Devil May Cry)
Вергилий (яп. バージル Ба:дзиру) — персонаж игровой серии Devil May Cry, разработанной и изданной японской компанией Capcom. Он дебютировал в первой части в образе босса Нело Анджело (ネロアンジェロ). В большинстве проектов Capcom Дэн Саутуорт не только озвучил Вергилия, но и сыграл его при помощи технологии захвата движения. Многие персонажи серии Devil May Cry были названы в честь героев поэмы «Божественная комедия» за авторством итальянского поэта Данте Алигьери; Тёзкой Вергилия, в частности, был проводник Данте в загробном мире.
Вергилий — один из двух полудемонов, что унаследовали сверхъестественную силу их отца-демона, богоподобного Тёмного рыцаря Спарды. Он является антагонистом трёх игр серии, в которых противостоит своему младшему брату-близнецу Данте; также фигурирует в романе и манге по франшизе. Изначально Вергилий в образе Нело Анджело был зеркальным противником Данте в дебютной игре 2001 года. Впоследствии Вергилий выступил одним из основных злодеев Devil May Cry 3: Dante’s Awakening (2005) и основным в Devil May Cry 5 (2019), где, в конечном итоге, понял ошибочность своих решений и решил исправить их, таким образом из антагониста он стал антигероем. Создатель франшизы Хидэки Камия разрешил сценаристу Devil May Cry 3 Бинго Морихаси ввести Вергилия в игру-приквел, несмотря на то, что согласно оригинальной предыстории персонажа тот погиб в детстве. Другая версия персонажа появилась в перезапуске серии — DmC: Devil May Cry (2013) — в качестве лидера организации «Порядок», члены которой стремились низложить короля демонов Мундуса.
Критики и фанаты высоко оценили Вергилия как босса и протагониста специальных изданий. Некоторые рецензенты назвали его версию из перезапуска более интересной, нежели Данте из той же игры.

## Создание
Создатели серии Devil May Cry позаимствовали имя Вергилия у героя поэмы Данте Алигьери «Божественная комедия». Альтер-эго персонажа «Нело Анджело» — это неточный перевод итальянского словосочетания «тёмный ангел»; этот вариант прижился в серии, поэтому разработчики не правили перевод в других проектах. Согласно оригинальной предыстории Вергилия в Devil May Cry, он был убит демонами в юном возрасте, после чего его душой завладел владыка демонов Мундус. Штатный сценарист Capcom Бинго Морихаси хотел использовать его в Devil May Cry 3, события которой предшествовали первой части. Создатель франшизы Хидэки Камия разрешил Морихаси изменить прошлое персонажа, в результате чего подростковая версия Вергилия появилась в приквеле. В то время как Даиго Икэно разработал основной дизайн Вергилия, Кадзума Канэко придумал его дьявольскую форму. Так как в оригинальной игре появлялось лишь альтер-эго персонажа Нело Анджело, Морихаси написал его образ с нуля; большинство сотрудников Capcom считали Вергилия его любимым героем. В отличие от Данте, Вергилий, считая, что огнестрельное оружие недостойно настоящего воина, не использовал его, а его фирменным оружием была катана Ямато. По словам Морихаси, личность Вергилия постоянно менялась, что делало его более разносторонним персонажем, чем Данте.
Вергилий — старший брат-близнец Данте, один из сыновей демона Спарды и смертной женщины Евы. Будучи полудемоном, он, как и его брат-близнец, обладает сверхчеловеческими способностями. В отличие от Данте Вергилий уделяет больше значения силе и тренировкам. В то время как его младшему брату свойственны эксцентричность, добродушие и жажда острых ощущений, Вергилий хладнокровен, замкнут и сосредоточен; объединяет близнецов любовь к сражениям; Вергилий ценит силу, унаследованную от Спарды, так как считает, что без неё не сможет защитить свои интересы. Его основным оружием является катана под названием Ямато (閻魔刀 эммато̄), также доставшаяся ему от Спарды. В образе Нело Анджело Вергилий носит чёрные доспехи с накидкой и использует широкий синий меч; в бою не теряет чувство чести, несмотря на порабощение Мундусом.
После окончания разработки Devil May Cry 3: Special Edition у создателей игры осталось лишнее время, поэтому они решили сделать Вергилия бонусным протагонистом. Capcom пришлось вырезать некоторые его приёмы из-за технических ограничений, однако компания постаралась сохранить большую часть движений, которые он использует в роли босса. Разработчики создавали его набор движений таким образом, чтобы отразить через него невозмутимый характер Вергилия, контрастирующий с энергичностью Данте. Хотя Вергилий наносит больше урона, чем его младший брат, он, по задумке создателей, труднее в освоении из-за более сложных комбинаций. Вергилий обзавёлся большой популярностью как среди разработчиков, так и за её пределами; продюсер серии Хидеаки Ицуно отметил, что Вергилий полюбился жителям США благодаря большому количеству вымышленных героев голливудских фильмов, владеющих катаной. Популярность Вергилия возросла до такой степени, что Ицуно даже планировал посвятить ему отдельную игру. Разработчики также хотели добавить в проекты с его участием альтернативный скин персонажа — костюм Нело Анджело. Изначально Вергилий должен был появиться в обычном издании Devil May Cry 4 (2008), как и в третьей части. Разработчики решили, что фанатам не понравится возможность изменения скина Вергилия, поэтому вырезали её.
Несмотря на отсутствие Вергилия в основном сюжете Devil May Cry 4, выясняется, что он является отцом главного героя игры, Неро, который унаследовал некоторые черты его внешности и способности. В Devil May Cry 5 дизайн Неро переработали таким образом, чтобы он больше походил на Вергилия. В той же игре Ицуно хотел представить такого злодея, к которому Данте и Неро не отнеслись бы с безразличием. Разработчики сочли Вергилия лучшим кандидатом на эту роль из-за его силы, которую он демонстрировал на протяжении всей игровой серии, а также уз с главными героями. Также создатели загорелись желанием создать эпичную кульминацию противостояния близнецов Спарды; в конечном итоге это сражение прерывает Неро, который пробуждает свою демоническую силу, чтобы не дать отцу и дяде убить друг друга.

### Дизайн
Макото Цутибаяси задумывал Нело Анджело как зеркального противника Данте. В отличие от других боссов-демонов из Devil May Cry, Нело Анджело и его боевой стиль были смоделированы по образу Данте. В отличие от него, Нело Анджело не использует огнестрельное оружие; вместо этого он магически создаёт так называемые «призывные мечи» (幻影刀, Геньэйто). У разработчиков не возникло проблем с созданием этого оружия, так как их анимация не затрагивала модель антагониста. Цутибаяси хотел показать Вергилия в человеческом обличье, а Камии увидел в этом хорошую возможность показать контраст между двумя персонажами.
Икэно отметил, что, в начале игры у близнецов Вергилия и Данте были намерено одинаковые причёски, чтобы сбить с толку новых игроков. По задумке разработчиков, разница между братьями выражалась в их предпочтении в одежде, как это уже было показано в случае с Нело Анджело и Данте, когда первый носил синюю одежду, а последний — красную. Создателям было непросто анимировать Вергилия в 3D-среде, вплоть до того, что они в шутку предлагали лишать его плаща в боевых сценах. Чтобы усилить контраст между близнецами, Вергилий носил синюю одежду, в то время как красный был неотъемлемой частью образа Данте. Омори создал первую модель персонажа, которую Capcom одобрил. Когда его сменил Даиго Икэно, Омори пришёл к выводу, что его дизайн прошёл проверку временем. Как и в случае с другими персонажами Devil May Cry 5, у лица Вергилия был реальный прототип; по словам дизайнеров персонажей Хиротики Нагаки и Кэидзи Накаоки, новая 3D-модель Вергилия оправдала ожидания разработчиков. Ицуно выстраивал отношения между Неро, Данте и Вергилием на основе меха-аниме, которые смотрел в детстве.
Композитор Кейси Эдвардс заявил в своём твиттере, что музыкальная тема Вергилия из Devil May Cry 5 под названием «Bury the Light» задумывалась как отзеркаленная версия трека «Devil Trigger»; композитор добавил, что «Неро решил погрузиться во тьму и принять свою демоническую сущность», в то время как Вергилий «всегда хотел убить в себе человеческую сторону, так как она была источником его страданий и напоминала о его слабости». При создании Devil May Cry 5: Special Edition Capcom в первую очередь хотела сделать Вергилия игровым персонажем с совершенно новым боевым стилем.

#### В перезапуске
Во время создания перезапуска DmC: Devil May Cry Capcom пришла к выводу, что разработчикам из Ninja Theory нравился дизайн Вергилия, так как они не внесли в него радикальных изменений, в отличие от дизайна Данте. Capcom сочли эту версию персонажа более бессердечной из-за её жестоких действий. Ицуно понравился новый образ Вергилия; продюсер отметил, что порочность персонажа, в конечном итоге, превратила его в Вергилия из оригинальной игровой серии. По словам Алекса Джонса из Ninja Theory, им было необходимо добавить в игру Вергилия, чтобы разъяснить происхождение Данте и показать динамику между братьями. Несмотря на внесение множества изменений по сравнению с оригинальной серией, Джонс не упомянул о них в интервью, приуроченному к релизу игры. По сюжету, Вергилий возглавляет организацию «Орден», цель которой заключается в свержении действующей власти в лице повелителя демонов Мундуса.
Во время создания DmC, Ninja Theory хотела, чтобы Вергилий помогал Данте уничтожать демонов на уровнях, однако, в конечном итоге, эта механика была вырезана. В результате Вергилий стал протагонистом собственного DLC «Падение Вергилия». Разработчики решили сделать геймплей за него более плавным, при этом сохранив некоторые элементы игрового процесса за Данте, такие как крюк, позволяющий пересекать большие расстояния.

### Озвучивание
Несмотря на то, что Нело Анджело не разговаривал в Devil May Cry, Дэвид Кили озвучил издаваемые им звуки. В Devil May Cry 3 Вергилия озвучил Дэниел Саутворт, который также сыграл его в кат-сценах с помощью технологии захвата движения; по словам актёра, Capcom быстро утвердила его на роль. Ицуно, который поначалу считал образ Вергилия недоработанным, был удивлён мастерством Саутворта: «Он отдаёт дань уважения традиционному японскому фехтованию, дополняя его немного грубым, диким стилем, что идеально соответствует образу Вергилия — человека с Запада, который орудует японским мечом». У Саутворта не было проблем с озвучиванием и захватом движений Вергилия, так как он знал предысторию персонажа и разбирался в самурайской культуре. Саутворт отметил, что несмотря на кажущееся хладнокровное спокойствие, Вергилий всё же проявляет признаки ярости. Больше всего актёру понравилось прибегать к захвату движений в боевых сценах, которые, по его словам, было сложнее всего поставить. Для него было честью вернуться к роли Вергилия в файтинге Ultimate Marvel vs. Capcom 3 (2011).
Дэвид де Лотур озвучил Вергилия в перезапуске серии. Актёр назвал персонажа «потрясающим» и похвалил его за манерность и боевые позы. Хироаки Хирата впервые озвучил Вергилия в Ultimate Marvel vs. Capcom 3; на роль его утвердили представители обеих франшиз, в частности продюсеры Рёта Ниицума и Хироюки Кобаяси сочли его голос подходящим для персонажа. Как и в случае с Devil May Cry 3: Special Edition, геймплей за Вергилия базировался на игровом процессе за Данте.

## Появления

### СерияDevil May Cry
В Devil May Cry упоминается, что Данте лишился своего брата Вергилия по вине короля демонов Мундуса. В сюжетной кампании он предстаёт в образе верного Мундусу тёмного рыцаря Нело Анджело, который трижды нападает на Данте; во время их заключительного столкновения раскрывается истинная сущность Вергилия. В конце игры тело Нело Анджело, по всей видимости, взрывается, а на его месте остаётся лишь половина амулета, подаренная их с Данте матерью в детстве.
Вергилий играет одну из самых важных ролей в Devil May Cry 3: Dante’s Awakening, приквеле к оригинальной игре. Он заключает союз с человеком по имени Аркхем, чтобы найти половину амулета Данте и объединить со своей собственной, а затем с его помощью открыть портал в мир демонов и заполучить силу его отца, Спарды. Вергилий побеждает Данте в бою, когда тот отказывается помочь ему, и забирает его половину амулета. Также он понимает, что Аркхем использует вражду между ним и Данте, а также свою собственную дочь Леди, чтобы забрать силу Спарды себе. Братья на время откладывают разногласия в сторону, заключив перемирие, и они сражаются плечом к плечу, побеждая Аркхема. После этого Вергилий проигрывает Данте в поединке один на один и остаётся в мире демонов. Затем он встречает Мундуса и бросает ему вызов, который также оканчивается поражением и превращением сына Спарды в Нело Анджело. В обновлённой версии игры Devil May Cry 3: Special Edition Вергилий становится игровым персонажем и выполняет те же миссии, что и Данте. В миссиях, где Вергилий сражается с самим собой, босс носит красную одежду.
В Devil May Cry 4 «Орден Меча» использует останки Нело Анджело для создания Альто и Бьянко Анджело — искусственных демонов, состоящих из доспехов, которые подпитывают души людей или демонов. Во владение сына Вергилия Неро попадает меч Ямато. Сам Вергилий является бонусным игровым персонажем в Devil May Cry 4: Special Edition, действие которой разворачивается до начала третьей части. По сюжету, Вергилий проникает на остров Фортуна в поисках новой информации о своём отце Спарде. У него появляются сомнения относительно намерений Ордена Меча, члены которого поклоняются Спарде как божеству.
В Devil May Cry 5 вернувшийся из Преисподней Вергилий находит Неро и отрывает его демоническую руку, чтобы вернуть свой меч Ямато и, с помощью его силы, исцелиться. Затем Вергилий возвращается в свой родной город Ред Грейв, где использует Ямато, чтобы отделить свою человеческую сущность от демонической. Это приводит к появлению двух независимых существ: могущественного демона Уризена, который ожидает созревания дерева Клипот, чтобы съесть его плод и получить богоподобную силу, и худощавого человека Ви, который вербует Данте и Неро, чтобы остановить Уризена. В конечном итоге Уризен съел плод Клипота и получил долгожданную мощь, но Данте всё равно побеждает его, после чего Ви сливается с Уризеном в одно целое, и это приводит к возвращению Вергилия. Восстановившись и став сильнее, чем когда-либо прежде, Вергилий телепортируется на вершину Клипота, подвергая сомнению всё, что он сделал, вслух задаваясь вопросом: жил бы Вергилий жизнью Данте, а Данте жизнью Вергилия, если бы в тот день, когда демоны напали на их дом, их мать Ева спасла бы первым Вергилия. Когда Данте добрался до вершины Клипота, братья на этот раз проводят финальный поединок, стремясь уничтожить друг друга, однако  сын Вергилия Неро решает положить конец противостоянию братьев и побеждает Вергилия с помощью пробудившейся демонической формы, прерывая их сражение. Затем братья отправляются в подземный мир, чтобы разрезать корни Клипота и остановить его прорастание, а Вергилий использует Ямато, чтобы запечатать портал в преисподнюю. Перед этим они вверяют Неро защищать мир людей в их отсутствие, а также Вергилий дарит свою книгу перед тем, как последовать вслед за братом. После уничтожения Клипота, Вергилий и Данте вновь сходятся в бою, но теперь не как заклятые враги, а в качестве спарринг-партнёров, параллельно отбиваясь от атакующих их демонов.
Также Вергилий появляется в мобильной игре Devil May Cry: Pinnacle of Combat (2020), где ему была отведена та же роль, что и в Devil May Cry 3.

### DmC: Devil May Cry
В игре DmC: Devil May Cry от Ninja Theory Вергилий предстаёт как лидер «Порядка», повстанческой организации, члены которой стремятся освободить мир людей от демонов. Он отводит Данте в родительский дом, чтобы тот вспомнил их детские годы, а затем убеждает его присоединиться к противостоянию с Мундусом. В то время как Вергилий частично реализует часть своего плана в мире людей, он поручает Данте отправиться в искажённое демоническое отражение реального мира Лимбо. В конечном итоге Вергилий использует силу Ямато, чтобы запечатать Врата ада и перекрыть Мундусу доступ к его силе. После победы над Мундусом Вергилий раскрывает свои истинные намерения — править миром вместе с Данте. Последний отказывается следовать по пути брата и побеждает его в бою, после чего побеждённый Вергилий отступает через портал. В DLC «Падение Вергилия» он отправляется в ад, в поисках большей силы. В результате он становится новым королём демонов вместо убитого Мундуса.

### Другие появления
В романах Шиньи Гойкеды появляется наёмник, который работает под псевдонимом Гилвер; он описывается как высокий человек, перемотанный бинтами. Гилвер становится напарником Данте, так как они оба являются охотниками на демонов. В кульминации романа Гилвер погибает на дуэли против Данте. Изначально автор хотел, чтобы Гилвер был Вергилием, однако пересмотрел своё видение персонажа и сделал его похожим на брата Данте демоном, а также прототипом Нело Анджело. Во втором романе появляется альтернативная версия Вергилия в образе Нело Анджело, которая возглавляет восстание против Мундуса; ради осуществления своего плана он объединяется с братом. Действие манги Сугуро Чаямати «Devil May Cry 3» происходит за год до событий одноимённой игры. По сюжету, Аркхем разъясняет Вергилию маршрут в мир демонов, и тот приступает к планированию. В комиксах Devil May Cry от Dreamwave Productions Нело Анджело решает служить под началом Мундуса, лишившись своего прошлого «я». Тем не менее, столкнувшись с Данте он начинает вспоминать свою прошлую жизнь, что выливается в противоречивые чувства во время сражения с ним.
Вергилий неоднократно упоминается в романе-адаптации Devil May Cry 4; Данте часто вспоминает о своём брате, когда видит Неро, но затем убеждает себя, что Вергилий мёртв. В новелле Devil May Cry 5 Before the Nightmare и манге Visions of V описываются действия персонажа между его появлениями в сюжете игры. Также Вергилий является главным героем состоящего из двух выпусков комикса DmC: Devil May Cry: The Chronicles of Vergil за авторством Гийома Дорисона, послужившего приквелом к игре. В нём выясняется, как Вергилий встретил Кэт и сформировал Орден.
Вергилий — один из игровых персонажей файтинга-кроссовера Ultimate Marvel vs. Capcom 3. Карточка персонажа появляется в цифровой карточной игре SNK vs. Capcom: Card Fighters Clash (1999). В другой игре от Capcom под названием Sengoku Basara 4 одного из героев, Мицунари Исиду, можно переодеть в костюм Вергилия. В тактической ролевой игре Project X Zone 2 (2015) братья-близнецы Вергилий и Данте являются напарниками, а Нело Анджело встаёт у них на пути в качестве босса. В спектакле Sengoku Basara vs. Devil May Cry Сёхей Намба исполнил роль Вергилия, а Томокадзу Ёсида сыграл Нело Анджело.

## Восприятие
Игровые журналисты высоко оценили Вергилия как босса, и назвали битву с ним лучшей в серии Devil May Cry. Его альтер-эго Нело Анджело также считается одним из лучших боссов франшизы; GamesRadar+ и PlayStation Universe оценили его способности и степень влияния на Данте. По мнению GamesRadar+, у Вергилия и Данте было одно из «лучших противостояний между братьями в играх» из-за понятных разногласий. В 2008 году Джесси Шедин из IGN сравнил Вергилия с Греем Фоксом из серии Metal Gear, так как они оба были «грозными воинами, чей путь в играх закончился неудачно». Engadget высоко оценил предшествующий оригинальной игре Devil May Cry 3 за то, что в нём человеческое воплощение Нело Анджело было показано «более эмоциональным злодеем». Происхождение Вергилия и Данте как полудемонов рассматривалась в контексте религии.
Критики также обсуждали Вергилия как бонусного протагониста в обновлённой версии Devil May Cry 3. PALGN отметил, что набор движений Вергилия отличается от приёмов Данте, благодаря чему при прохождении третьей части за него можно получить свежий игровой опыт. Так как атаки Вергилия наносили больший урон, нежели удары Данте, уровень сложности при игре за него также понижался; рецензенты разделились во мнении по этому поводу. Джереми Дунхан из IGN похвалил уникальный набор движений Вергилия, однако раскритиковал отсутствие баланса, в частности в битвах с боссами, которые считал главным достоинством игры. Рецензент GameSpot заявил, что ему было не так интересно играть за Вергилия, как за Данте, поскольку уже на первой миссии персонаж обладает дополнительными способностями, из-за чего пропадает возможность улучшать его навыки по мере прохождения. Также GameSpot не понравилось, что Вергилий сражался с теми же боссами, что и Данте, из-за чего у него не было собственной истории. GamesRadar+ назвал Вергилия одним из лучших открываемых протагонистов, в частности из-за таких способностей, как неограниченная дьявольская форма.
В интервью с GameSpy, приуроченном к выходу Devil May Cry 4, переводчик Хироюки Кобаяси сказал ему, что интервьюер был большим фанатом этого персонажа. Рецензент Gameplanet Сайед Махир Хуссейн назвал добавление Вергилия в Special Edition одним из лучших решений разработчиков, высоко оценив «уникальный» боевой стиль персонажа. В той же игре Том Сениор из GamesRadar+ похвалил зрелищные комбо, в частности набор движений Вергилия. Destructoid отметил, что Capcom хорошо интегрировали черты образа Вергилия из перезапуска в основную версию персонажа. По мнению Хидэаки Ицуно, при создании специальных изданий добавление Вергилия как игрового персонажа является формальностью.
По данным GameCored, многие фанаты серии были разочарованы решением Capcom не делать Вергилия играбельным в Devil May Cry 5, однако выразили надежду на добавление этой возможности в DLC. HobbyConsolas взломала игру в попытках отыскать именной код персонажа, однако не была уверена, что Вергилий, в конечном итоге, станет бонусным протагонистом. Несмотря на отсутствие персонажа вплоть до кульминации игры, Siliconera оценил его влияние на сеттинг Devil May Cry 5, так как два альтер-эго Вергилия — Ви и Уризен — представляли собой разные аспекты его личности, причём Ви управлял демонами из оригинальной игры. В апреле 2019 года Мэтт Уокер из Capcom заявил о завершении разработки Devil May Cry 5 и, в то же время, выразил сожаление относительно отсутствия DLC к игре. Destructoid положительно оценил влияние Вергилия как на Данте, так и на Неро, поскольку его брат и сын стали куда серьёзнее, взяв на себя ответственность остановить исходящую от их родственника угрозу. По мнению USGamer, Вергилий был слишком сильным в Devil May Cry 5, так как ему без труда удалось победить Данте и Неро в образе Уризена. Затем рецензент посетовал, что Данте и Неро, в конечном итоге, каким-то образом достигли его уровня. Также USGamer не понравилось малое количество совместных эпизодов кровных родственников Вергилия и Неро.
В своей рецензии на перезапуск серии, Крис Картер из Destructoid упомянул, что Вергилий оказался более интересным персонажем, чем Данте из DMC. Дастин Чедвелл из Gaming Age также отдал предпочтение геймплею за Вергилия, нежели за основного протагониста, однако, в то же время, посетовал на невнятное объяснение выживания Вергилия в DLC. GameSpot разделил позицию относительно игрового процесса за Вергилия и назвал его тяжёлым в освоении. Анджело М. Д’Аргенио из Cheat Code Central положительно оценил роль Вергилия в повествовании и присоединился к мнению других критиков по поводу более удачного геймплея за него. Хотя Kotaku понравился набор движений Вергилия из этой игры, рецензент назвал отсутствие боссов в «Падении Вергилия» большим недостатком сюжетного дополнения.

### Комментарии
1. ↑  В переводе с итальянского означает «Тёмный ангел»
2. ↑  Правильный перевод — «Неро Анджело»
3. ↑  Буквально переводится как «Призрачные мечи»